# Namibia na Letnich Igrzyskach Olimpijskich 2012
Namibię na Letnich Igrzyskach Olimpijskich 2012, które odbywały się w Londynie, reprezentowało 9 zawodników.
Był to 6 start reprezentacji Namibii na letnich igrzyskach olimpijskich.

## Reprezentanci

### Boks
Mężczyźni
| Zawodnik         | Konkurencja  | 1/32                         | 1/16                   | 1/8              | Ćwierćfinał      | Półfinał         | Finał            | Finał   |
| Zawodnik         | Konkurencja  | Przeciwnik Wynik             | Przeciwnik Wynik       | Przeciwnik Wynik | Przeciwnik Wynik | Przeciwnik Wynik | Przeciwnik Wynik | Pozycja |
| ---------------- | ------------ | ---------------------------- | ---------------------- | ---------------- | ---------------- | ---------------- | ---------------- | ------- |
| Jonas Matheus    | waga kogucia | Vittorio Parrinello P 7 – 18 | NQ                     | NQ               | NQ               | NQ               | NQ               | NQ      |
| Mujandjae Kasuto | waga średnia | Sobirdżon Nazarow W 11 – 8   | Zoltan Harcsa P 7 – 16 | NQ               | NQ               | NQ               | NQ               | NQ      |

### Kolarstwo

#### Kolarstwo szosowe
Mężczyźni
| Zawodnik   | Konkurencja                | Wynik | Pozycja |
| ---------- | -------------------------- | ----- | ------- |
| Dan Craven | wyścig ze startu wspólnego | DNF   | DNF     |

#### Kolarstwo górskie
Mężczyźni
| Zawodnik              | Konkurencja   | Wynik   | Pozycja |
| --------------------- | ------------- | ------- | ------- |
| Marc Bassingthwaighte | cross-country | 1:37.17 | 30.     |

### Lekkoatletyka
Kobiety
| Zawodniczka         | Konkurencja   | Eliminacje | Eliminacje | Półfinał | Półfinał | Finał   | Finał   |
| Zawodniczka         | Konkurencja   | Wynik      | Miejsce    | Wynik    | Miejsce  | Wynik   | Miejsce |
| ------------------- | ------------- | ---------- | ---------- | -------- | -------- | ------- | ------- |
| Tjipekapora Herunga | bieg na 400 m | 52.31      | 24.        | 52.53    | 20.      | NQ      | NQ      |
| Helalia Johannes    | maraton       | —          | —          | —        | —        | 2:26.09 | 12.     |
| Beata Naigambo      | maraton       | —          | —          | —        | —        | 2:31.16 | 38.     |

### Strzelectwo
Kobiety
| Zawodnik    | Konkurencja | Kwalifikacje | Kwalifikacje | Finał | Finał   |
| Zawodnik    | Konkurencja | Wynik        | Pozycja      | Wynik | Pozycja |
| ----------- | ----------- | ------------ | ------------ | ----- | ------- |
| Gaby Ahrens | trap        | 59           | 22.          | NQ    | NQ      |

### Zapasy
Mężczyźni
| Zawodnik      | Konkurencja          | Kwalifikacje     | 1/8                         | Ćwierćfinał      | Półfinał         | Repasaż 1        | Repasaż 2             | Finał            | Finał   |
| Zawodnik      | Konkurencja          | Przeciwnik Wynik | Przeciwnik Wynik            | Przeciwnik Wynik | Przeciwnik Wynik | Przeciwnik Wynik | Przeciwnik Wynik      | Przeciwnik Wynik | Pozycja |
| ------------- | -------------------- | ---------------- | --------------------------- | ---------------- | ---------------- | ---------------- | --------------------- | ---------------- | ------- |
| Sem Shilimela | -55kg w stylu wolnym | BYE              | Dżamał Otarsułtanow P 0 – 3 | NQ               | NQ               | BYE              | Yang Kyong-il P 0 – 3 | NQ               | NQ      |